# Paddy Blätsch
Paddy Blätsch (bürgerlich Patrick Blättler, * 22. Mai 1989) ist ein Schweizer Komponist, Musikproduzent und Dirigent aus dem Kanton Solothurn. Sein erstes Album veröffentlichte er 2013 mit seiner Filmmusik zum Film All at once.

## Leben
Blätsch wuchs in einer musikalischen Familie auf. Als Sohn einer Waldhornistin und eines Tuba-Spielers (später Dirigent) kam er früh mit Musik, speziell der Blasmusik, in Kontakt. Er erlernte als Erstes das Spielen der Blockflöte und wechselte dann auf das Kornett und die Trompete. welcher er bis heute treu blieb. Er schloss 2018 erfolgreich die Ausbildung zum Blasorchesterdirigenten des Bernischen Kantonal-Musikverbands (BKMV) ab.

### Bands und Vereine
Blätsch stieg früh in die Jugendmusik Gösglingen ein. Mit 15 Jahren konnte er mit der Musikgesellschaft Niedergösgen musizieren, in der er bis heute spielt. Mit dem Opus One Orchestra Laupersdorf sammelte er erste Big-Band-Erfahrungen.
Mit der Kleinformation Funky Feeling spielte er während der Schulzeit eigene Stücke. Für die Songs, die er bereits über Jahre hinweg schrieb, suchte er eine Band, die sie vertonen konnte. Er fand sie in diversen Musikern, und so ergab sich die Band Smash Tram. Nach einigen Jahren scheiterte diese Band an den steigenden Aufgaben jedes einzelnen Mitglieds im Beruf. Mit dem Brassquintett Chaos Brass nahm Blätsch einen neuen Anlauf mit einer reinen Coverband. Nach einigen Jahren zogen diverse Bandmitglieder aus beruflichen Gründen weg, sodass auch dieses Projekt nicht weitergeführt werden konnte.
Seit dem August 2018 leitet er die Musikgesellschaft Wangen bei Olten als Dirigent und konnte mit ihnen bereits erste Erfolge verbuchen.

### Multiinstrumentalist / Komponist
Nachdem Blätsch kein Bandprojekt mehr hatte, vertiefte er seine Kenntnisse in der Komposition und begann, Filmmusik zu komponieren und zu produzieren. 2011 produzierte er für den Kurzfilm Pünktlich von Arunn Giretheren seine erste Filmmusik. 2014 gründete er in seinem Keller das Studio 13 Redblack, mit welchem er fortan die Möglichkeit hatte, Instrumental- und Gesangsaufnahmen zu realisieren. Da Blätsch neben der Filmmusik dem Songwriting und Komponieren von Blasmusik stets treu blieb, aber nun keine Band mehr hatte, fing er an, sich die fehlenden Instrumente selbst beizubringen. So erlernte er das Saxophon und die Posaune zu spielen und nahm seine Septettarrangements selbstständig auf. Mitte 2016 löste er das Studio 13 Redblack auf und gründete seine eigene Firma Klangfabrik Blättler.

## Kompositionen

### Kompositionen für Harmoniebesetzung
- 2016: Vierbeiner Festmarsch (Auftragskomposition Schweizermeisterschaft der Polizeihunde 2017)

### Kompositionen für Kurzfilme
- 2011: Pünktlich, Komödie (Filmmusik)
- 2011: Musterschweizer, Komödie (Filmmusik)
- 2012: Eine ganz spezielle Freundin, Drama (Filmmusik)
- 2013: All at once, Action (Filmmusik)
- 2013: 1 x leben : dich, Drama (Filmmusik)
- 2013: Sound of Silence, Stummfilm (Filmmusik)
- 2013: Niemandskind, Drama (Filmmusik)
- 2014: Strange Luck, ZFF72 (Filmmusik)
- 2014: The Wellington Hotel, Komödie (Filmmusik)
- 2015: Erpresst, Action (Filmmusik)
- 2015: Ein Geschenk, ZFF72 (Filmmusik)
- 2015: Walz of Life, ZFF72 (Filmmusik)
- 2016: Mensch (Filmmusik)
- 2017: All In (Filmmusik)
- 2020: Fänger (Filmmusik)

Hinzu kommen Kompositionen für verschiedene Werbespots.

### Kompositionen für Hörspiele
- 2021 Jaxe Knight – ein galaktisches Hörspiel (Kapitel 8–10)

## Diskografie
- 2013: All at once, Original Motion Picture Soundtrack
- 2013: Sound of Silence, Original Motion Picture Soundtrack
- 2014: Niemandskind, Original Motion Picture Soundtrack
- 2015: The Wellington Hotel, Original Motion Picture Soundtrack
- 2015: Erpresst, Original Motion Picture Soundtrack
- 2017: All In, Original Motion Picture Soundtrack
- 2020: Fänger, Original Motion Picture Soundtrack